# Crkva sv. Antuna Padovanskog u Čakovcu
Crkva sv. Antuna Padovanskog u Čakovcu rimokatolička je crkva, koja pripadaju franjevcima Hrvatske franjevačke provincije sv. Ćirila i Metoda. Posvećena je sv. Antunu Padovanskom. Sagrađena je 1990-ih.
Franjevci djeluju u Čakovcu od 1659. godine, kada ih je pozvao hrvatski ban Nikola Zrinski. Cijeli grad Čakovec bio je jedna župa sv. Nikole sa središtem u franjevačkom samostanu i crkvi sv. Nikole u Čakovcu. Kako se grad širio i broj vjernika povećavao, nastala je potreba za osnivanjem novih župa i gradnjom novi crkvi. Franjevac Egidije Biber uputio je lokalnim vlastima zahtjev za gradnju nove crkve na jugu Čakovca 1987. godine, no nije bilo odjeka. 
U samostalnoj Hrvatskoj, aktivno se krenulo s pripremama za gradnju crkve, koja je zamišljena kao filijala župe sv. Nikole. Obred blagoslova na mjestu buduće crkve uz mnoštvo vjernika, svećenika i tadašnjeg predsjednika Vlade Republike Hrvatske Nikice Valentića, obavio je tadašnji papinski nuncij u Republici Hrvatskoj nadbiskup Giulio Einaudi 16. lipnja 1993. godine. Radovi na gradnji crkve krenuli su u kolovozu iste godine. Prva sveta misa slavila se na blagdan sv. Antuna Padovanskog 1995. godine u još nedovršenoj crkvi. Na završetku, crkva je dobila 57 metara visoki toranj, jedan od najviših objekata u Međimurju, mramorni oltar, granitni pod, velike mozaike i vitraje.
Makar je prvobitni plan bio da župa sv. Nikole ima filijale, uključujući i jednu filijalu u crkvi sv. Antuna Padovanskog, tadašnji je varaždinski biskup Marko Culej donio odluku 3. kolovoza 1999. godine o osnivanju pet novih župa na području grada Čakovca i okolice, koje su izdvojene iz tadašnje velike župe sv. Nikole. Jedna od tih novih župa je i župa sv. Antuna Padovanskog u Čakovcu - Jug.
Crkva i kapelica imaju nekoliko umjetničkih eksponata hrvatskih kipara: od Juraja Škarpe dvanaestu postaju križnog puta, raspelo, reljef Marijine i Isusove glave te Navještenja Marijina. Križni put, koji je lijevan u bronci, djelo je akademskog kipara Ivana Briskog, a mozaik „Isus trs” djelo je Vladimira Meglića.
Akademski slikar i grafičar Ivica Šiško, redovni profesor na Likovnoj akademiji u Zagrebu izradio je za crkvu niz od većeg broja mozaika, koji prikazuju: Uzašašće Isusovo; Djevicu Mariju, sv. Anu i sv. Joakima; sv. Leopolda Mandića; Krštenje Isusovo; Isusa i djecu i umnožanje kruha.

## Galerija
- Dio crkve.
- Unutrašnjost crkve.
- Zvonik crkve i pročelje.